# Gröditz
Gröditz (pronunciación en alemán: /ˈɡʁøːdɪt͡s/ⓘ) es un municipio situado en el distrito de Meißen, en el estado federado de Sajonia (Alemania), a una altitud de 95 metros. Su población a finales de 2016 era de unos 7300 habs. y su densidad poblacional, 250 hab/km².